# Survivor (reality show)
Survivor je franšíza televizní reality show, která je produkovaná v mnoha zemích světa. V pořadu účinkuje skupina soutěžících, kteří jsou vysazeni na opuštěném ostrově, kde si musí zajistit jídlo, vodu, oheň a úkryt. Účastníci se snaží získat odměny a imunitu proti vyřazení, neboť jednotliví soutěžící jsou ze hry postupně vyřazováni, což se děje hlasováním všech účastníků. Nakonec zbude pouze jediný člověk, který se tak stane vítězem, za což získá hlavní cenu.
Formát pořadu Survivor vytvořil v roce 1992 pro britskou televizní produkční společnost Planet 24 televizní producent Charlie Parsons. Jako první však byla v roce 1997 vyrobena švédská verze s názvem Expedition Robinson. Americká verze Kdo přežije je vysílána od roku 2000. V Česku byla v roce 2006 odvysílána soutěž Trosečník (TV Prima) a v letech 2017–2018 Robinsonův ostrov (TV Nova). Od roku 2022 připravuje pořad pod názvem Survivor Česko & Slovensko společně česká TV Nova a slovenská TV Markíza.